# لوک‌باتان
لوکباتان (به لاتین: Lökbatan) یکی از شهرهای جمهوری آذربایجان است که از توابع شهر باکو است. جمعیت این شهر در سرشماری سال ۲۰۱۱ میلادی، ۳۵۲۰۰ نفر بود. در قدیم در مسیر کاروان‌روی این منطقه لوک‌باتان محل اتراق شترها بود. لوک در نام این محل واژه‌ای فارسی و به معنای نوعی شتر قوی‌هیکل و بارکش است.